# Tony Allen (dobos)

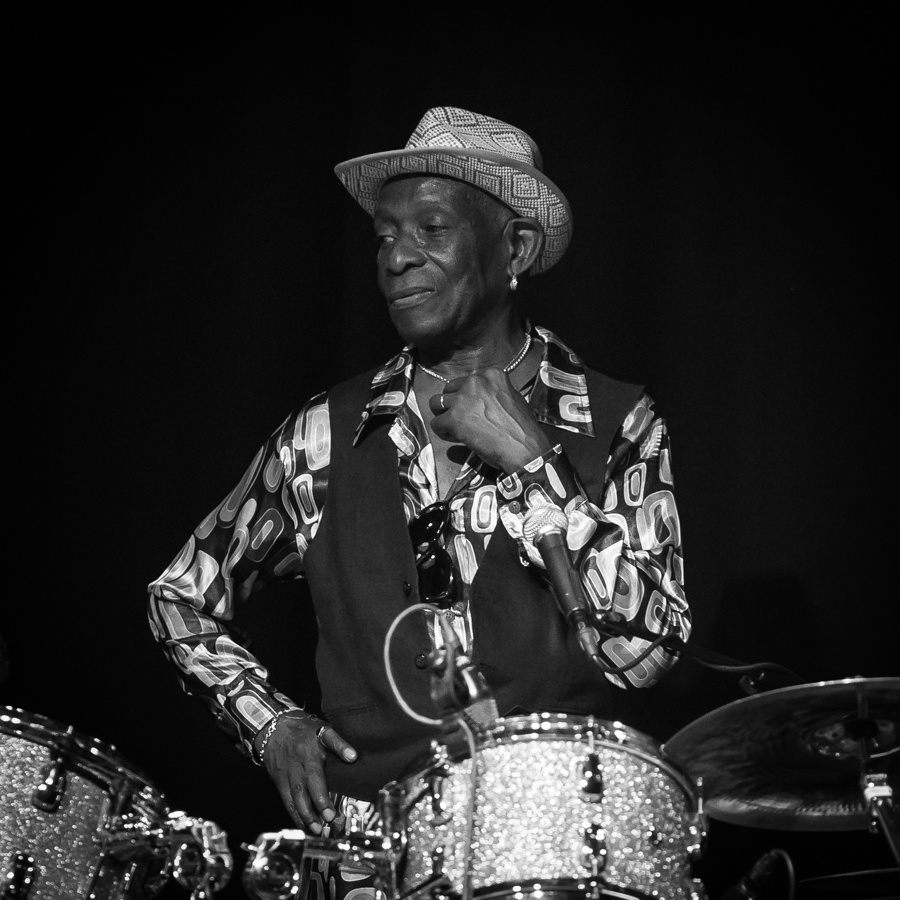
Oslo Jazzfestival, 2015

Tony Allen (Lagos, 1940. július 20. vagy 1940. augusztus 12. – Párizs 15. kerülete vagy Párizs, 2020. április 30.), nigériai dobos, zeneszerző és dalszerző volt. Párizsban élt és dolgozott. Fela Kuti „Africa '70” nevű zenekarának dobosa és zenei vezetője volt 1968 és 1979 között. Ő volt az afrobeat műfaj egyik létrehozója. Mindent tudott a dobokról. A dobtörténet egyik legjobb dobosa volt.

## Pályafutása
Csak 18 éves korában ült a dobokhoz, addig rádiótechnikusként dolgozott. Közben különféle lagoszi együttesekben játszott muzsikált. Amerikai dzsesszdobosok, elsősorban Art Blakey és Max Roach hatása alatt alakult ki saját játéka. Felfigyelt arra, hogy a nigériai a dobosok semmit nem csinálnak a lábukkal. Ez lassacskán oda vezetett, hogy Tony Allent csak négy dobos tudta pótolni.
Mind a négy végtagommal különböző mintázatokat alkotok meg. Mindegyik mást játszik, ami azt jelenti, hogy a gondolkodásomat is négy részre kell tagolnom, de úgy, hogy legyen egy idea, ami mindegyiket összeköti.
Fela Kutival a hatvanas évek közepetán kezdett együtt játszani. Vegyítettek különféle nigériai zenéket a dzsesszel, majd a funk és a tradicionális, váltakozó ritmusú zenék egyesítésével megszületett az afrobeat.
Tony Allen később azért lépett ki zenekarból, mert Fela nem fizette meg a zenészeit. A nyolcvanas években Londonba, majd Párizsba költözött. Rákapott a fűre, heroinra, a whiskyre. Aztán a kilencvenes évek végén mégis a dzsesszzene óriásai közé emelkedett szólóalbumaival, sokszor meglepő zenei gondolataival.

## Albumok
- 1975: Jealousy
- 1977: Progress
- 1978: No Accomodation for Lagos
- 1988: Never Expect Power Always
- 1999: Black Voices
- 2002: Home Cooking
- 2004: Live
- 2006: Lagos
- 2009: Secret Agent
- 2009: Inspiration Information, Vol. 4
- 2010: Black Voices Re-Visited
- 2014: Film of Life
- 2017: The Source
- 2018: OTO Live Series
- 2018: Tomorrow Comes the Harvest
- 2020: Rejoice
- 2021: There Is No End
- 2021: The Solution Is Restless
- 2021: No Accommodation For Lagos